# Großer Preis von Brasilien 1982
Der Große Preis von Brasilien 1982 (offiziell XI Grande Prêmio do Brasil) fand am 21. März auf dem Jacarepaguá Circuit in Rio de Janeiro statt und war das zweite Rennen der Formel-1-Weltmeisterschaft 1982.

## Berichte

### Hintergrund
Da der Große Preis von Argentinien aufgrund finanzieller Probleme abgesagt wurde, ergab sich eine Pause von rund zwei Monaten zwischen dem Saisonauftakt in Südafrika und dem zweiten WM-Lauf in Brasilien. Diese Unterbrechung wurde von vielen Teams genutzt, um die neuen Wagen für die Saison 1982 fertigzustellen, nachdem man das erste Saisonrennen noch mit den Vorjahresfahrzeugen bestritten hatte. So brachte Lotus erstmals den neuen Typ 91 an den Start, Alfa Romeo präsentierte den neuen 182, Ensign den N181 und Theodore den TY02.
Im Gegensatz dazu kehrte das Team Brabham, das als eines von wenigen Teams bereits in Südafrika ein neues Fahrzeug eingesetzt hatte, zum BT49 des Vorjahres zurück, der anstelle des BMW-Turbomotors mit einem herkömmlichen Ford-Cosworth-Saugmotor ausgestattet war.
René Arnoux bestritt seinen 50. Grand Prix.
Ensign-Pilot Roberto Guerrero ergänzte ab diesem Wochenende die Meldeliste auf 31 Teilnehmer.

### Training
Alain Prost sicherte sich die Pole-Position vor Gilles Villeneuve und Keke Rosberg. Arnoux folgte vor Niki Lauda und Carlos Reutemann.
Riccardo Paletti wurde infolge einer missglückten Vorqualifikation von den beiden regulären Qualifikationstrainings ausgeschlossen, da daran nur 30 Piloten teilnehmen durften.

### Rennen
Villeneuve ging vor Prost, Arnoux und Rosberg in Führung. Dahinter folgte Riccardo Patrese vor Didier Pironi und Nelson Piquet. In der dritten Runde überholte er Rosberg, gefolgt von Piquet, während Pironi bis auf den 16. Rang zurückfiel.
In der sechsten Runde fiel auch Prost hinter Patrese und Piquet zurück. In Runde neun überholte Piquet zunächst Patrese und im 17. Umlauf übernahm er den zweiten Platz von Arnoux.
Während Villeneuve weiterhin an der Spitze lag, duellierten sich Piquet und Rosberg um den zweiten Rang, gefolgt von Patrese, Prost und Watson. Dies änderte sich in Runde 30, als Villeneuve sich ins Aus drehte und somit Piquet die Führung überlassen musste. Kurz darauf hatte auch Patrese einen Dreher. Er gab das Rennen kurz darauf an der Box aufgrund von Übelkeit auf. Diese war zuvor auch ursächlich für seine Unkonzentriertheit und den daraus folgenden Dreher gewesen.
Piquet erreichte das Ziel als Erster vor Rosberg, Prost und Watson sowie Nigel Mansell und Michele Alboreto.
Aufgrund von Protesten durch die der FISA nahestehenden Teams Renault und Ferrari wurden Piquet und Rosberg nach dem Rennen disqualifiziert. Ihre Teams hatten an den Fahrzeugen Wassertanks angebracht, um die Fahrzeuge auf das seit dieser Saison vorgeschriebene Mindestgewicht von 580 Kilogramm zu bringen. Angeblich diente das Wasser zur Kühlung der Bremsen. Die Tanks wurden jedoch erst nach dem Rennen befüllt, bevor die Wagen im Parc fermé gewogen wurden. Somit waren sie während des Rennens zu leicht gewesen.
Prost wurde somit zum Sieger erklärt. Manfred Winkelhock und Pironi rückten in die Punkteränge auf. Prost wurde zudem die offiziell schnellste Rennrunde zugesprochen, obwohl sowohl Piquet als auch Rosberg schnellere Runden absolviert hatten.

## Meldeliste
| Team                           | Nr. | Fahrer             | Chassis        | Motor                    | Reifen |
| ------------------------------ | --- | ------------------ | -------------- | ------------------------ | ------ |
| Parmalat Racing Team           | 01  | Nelson Piquet      | Brabham BT49D  | Ford Cosworth DFV 3.0 V8 | G      |
| Parmalat Racing Team           | 02  | Riccardo Patrese   | Brabham BT49D  | Ford Cosworth DFV 3.0 V8 | G      |
| Team Tyrrell                   | 03  | Michele Alboreto   | Tyrrell 011    | Ford Cosworth DFV 3.0 V8 | G      |
| Team Tyrrell                   | 04  | Slim Borgudd       | Tyrrell 011    | Ford Cosworth DFV 3.0 V8 | G      |
| TAG Williams Team              | 05  | Carlos Reutemann   | Williams FW07C | Ford Cosworth DFV 3.0 V8 | G      |
| TAG Williams Team              | 06  | Keke Rosberg       | Williams FW07C | Ford Cosworth DFV 3.0 V8 | G      |
| Marlboro McLaren International | 07  | John Watson        | McLaren MP4/1B | Ford Cosworth DFV 3.0 V8 | M      |
| Marlboro McLaren International | 08  | Niki Lauda         | McLaren MP4/1B | Ford Cosworth DFV 3.0 V8 | M      |
| Team ATS                       | 09  | Manfred Winkelhock | ATS D5         | Ford Cosworth DFV 3.0 V8 | A      |
| Team ATS                       | 10  | Eliseo Salazar     | ATS D5         | Ford Cosworth DFV 3.0 V8 | A      |
| John Player Team Lotus         | 11  | Elio de Angelis    | Lotus 91       | Ford Cosworth DFV 3.0 V8 | G      |
| John Player Team Lotus         | 12  | Nigel Mansell      | Lotus 91       | Ford Cosworth DFV 3.0 V8 | G      |
| Ensign Racing                  | 14  | Roberto Guerrero   | Ensign N181    | Ford Cosworth DFV 3.0 V8 | A      |
| Équipe Renault Elf             | 15  | Alain Prost        | Renault RE30B  | Renault EF1 1.5 V6t      | M      |
| Équipe Renault Elf             | 16  | René Arnoux        | Renault RE30B  | Renault EF1 1.5 V6t      | M      |
| Rothmans March Grand Prix Team | 17  | Jochen Mass        | March 821      | Ford Cosworth DFV 3.0 V8 | P      |
| Rothmans March Grand Prix Team | 18  | Raul Boesel        | March 821      | Ford Cosworth DFV 3.0 V8 | P      |
| Fittipaldi Automotive          | 20  | Chico Serra        | Fittipaldi F8D | Ford Cosworth DFV 3.0 V8 | P      |
| Marlboro Team Alfa Romeo       | 22  | Andrea de Cesaris  | Alfa Romeo 182 | Alfa Romeo 1260 3.0 V12  | M      |
| Marlboro Team Alfa Romeo       | 23  | Bruno Giacomelli   | Alfa Romeo 182 | Alfa Romeo 1260 3.0 V12  | M      |
| Équipe Talbot Gitanes          | 25  | Eddie Cheever      | Ligier JS17B   | Matra MS81 3.0 V12       | M      |
| Équipe Talbot Gitanes          | 26  | Jacques Laffite    | Ligier JS17B   | Matra MS81 3.0 V12       | M      |
| Scuderia Ferrari SpA SEFAC     | 27  | Gilles Villeneuve  | Ferrari 126C2  | Ferrari 021 1.5 V6t      | G      |
| Scuderia Ferrari SpA SEFAC     | 28  | Didier Pironi      | Ferrari 126C2  | Ferrari 021 1.5 V6t      | G      |
| Arrows Racing Team             | 29  | Brian Henton       | Arrows A4      | Ford Cosworth DFV 3.0 V8 | P      |
| Arrows Racing Team             | 30  | Mauro Baldi        | Arrows A4      | Ford Cosworth DFV 3.0 V8 | P      |
| Osella Squadra Corse           | 31  | Jean-Pierre Jarier | Osella FA1C    | Ford Cosworth DFV 3.0 V8 | P      |
| Osella Squadra Corse           | 32  | Riccardo Paletti   | Osella FA1C    | Ford Cosworth DFV 3.0 V8 | P      |
| Theodore Racing Team           | 33  | Derek Daly         | Theodore TY02  | Ford Cosworth DFV 3.0 V8 | A      |
| Candy Toleman Motorsport       | 35  | Derek Warwick      | Toleman TG181C | Hart 415T 1.5 L4t        | P      |
| Candy Toleman Motorsport       | 36  | Teo Fabi           | Toleman TG181C | Hart 415T 1.5 L4t        | P      |

## Klassifikationen

### Qualifying
| Pos. | Fahrer             | Konstrukteur    | Qualifikationstraining 1 | Qualifikationstraining 1 | Qualifikationstraining 2 | Qualifikationstraining 2 | Start |
| Pos. | Fahrer             | Konstrukteur    | Zeit                     | Ø-Geschwindigkeit        | Zeit                     | Ø-Geschwindigkeit        | Start |
| ---- | ------------------ | --------------- | ------------------------ | ------------------------ | ------------------------ | ------------------------ | ----- |
| 01   | Alain Prost        | Renault         | 1:28,808                 | 203,941 km/h             | 1:29,120                 | 203,227 km/h             | 01    |
| 02   | Gilles Villeneuve  | Ferrari         | 1:30,418                 | 200,310 km/h             | 1:29,173                 | 203,106 km/h             | 02    |
| 03   | Keke Rosberg       | Williams-Ford   | 1:29,910                 | 201,441 km/h             | 1:29,358                 | 202,686 km/h             | 03    |
| 04   | René Arnoux        | Renault         | 1:30,121                 | 200,970 km/h             | 1:30,492                 | 200,146 km/h             | 04    |
| 05   | Niki Lauda         | McLaren-Ford    | 1:30,715                 | 199,654 km/h             | 1:30,152                 | 200,901 km/h             | 05    |
| 06   | Carlos Reutemann   | Williams-Ford   | 1:30,944                 | 199,151 km/h             | 1:30,183                 | 200,832 km/h             | 06    |
| 07   | Nelson Piquet      | Brabham-Ford    | 1:30,281                 | 200,614 km/h             | 1:30,413                 | 200,321 km/h             | 07    |
| 08   | Didier Pironi      | Ferrari         | 1:30,655                 | 199,786 km/h             | 1:30,905                 | 199,237 km/h             | 08    |
| 09   | Riccardo Patrese   | Brabham-Ford    | 1:31,053                 | 198,913 km/h             | 1:30,967                 | 199,101 km/h             | 09    |
| 10   | Andrea de Cesaris  | Alfa Romeo      | 1:33,255                 | 194,216 km/h             | 1:31,229                 | 198,529 km/h             | 10    |
| 11   | Elio de Angelis    | Lotus-Ford      | 1:31,790                 | 197,316 km/h             | 1:32,093                 | 196,666 km/h             | 11    |
| 12   | John Watson        | McLaren-Ford    | 1:31,906                 | 197,067 km/h             | 1:32,151                 | 196,543 km/h             | 12    |
| 13   | Michele Alboreto   | Tyrrell-Ford    | 1:32,886                 | 194,987 km/h             | 1:31,991                 | 196,884 km/h             | 13    |
| 14   | Nigel Mansell      | Lotus-Ford      | 1:32,228                 | 196,379 km/h             | 1:33,007                 | 194,734 km/h             | 14    |
| 15   | Manfred Winkelhock | ATS-Ford        | 1:32,524                 | 195,750 km/h             | keine Zeit               | –                        | 15    |
| 16   | Bruno Giacomelli   | Alfa Romeo      | 1:32,769                 | 195,233 km/h             | 1:33,538                 | 193,628 km/h             | 16    |
| 17   | Raul Boesel        | March-Ford      | 1:35,986                 | 188,690 km/h             | 1:34,050                 | 192,574 km/h             | 17    |
| 18   | Eliseo Salazar     | ATS-Ford        | 1:34,740                 | 191,172 km/h             | 1:34,262                 | 192,141 km/h             | 18    |
| 19   | Mauro Baldi        | Arrows-Ford     | 1:35,325                 | 189,998 km/h             | 1:34,380                 | 191,901 km/h             | 19    |
| 20   | Derek Daly         | Theodore-Ford   | 1:34,413                 | 191,834 km/h             | 1:34,676                 | 191,301 km/h             | 20    |
| 21   | Slim Borgudd       | Tyrrell-Ford    | 1:35,020                 | 190,608 km/h             | 1:35,127                 | 190,394 km/h             | 21    |
| 22   | Jochen Mass        | March-Ford      | 1:35,039                 | 190,570 km/h             | 1:35,248                 | 190,152 km/h             | 22    |
| 23   | Jean-Pierre Jarier | Osella-Ford     | 1:36,218                 | 188,235 km/h             | 1:35,081                 | 190,486 km/h             | 23    |
| 24   | Jacques Laffite    | Ligier-Matra    | 1:35,874                 | 188,910 km/h             | 1:35,084                 | 190,480 km/h             | 24    |
| 25   | Chico Serra        | Fittipaldi-Ford | 1:35,246                 | 190,156 km/h             | 1:36,101                 | 188,464 km/h             | 25    |
| 26   | Eddie Cheever      | Ligier-Matra    | 1:35,612                 | 189,428 km/h             | 1:35,288                 | 190,072 km/h             | 26    |
| DNQ  | Teo Fabi           | Toleman-Hart    | 1:36,312                 | 188,051 km/h             | 1:35,326                 | 189,996 km/h             | –     |
| DNQ  | Roberto Guerrero   | Ensign-Ford     | 1:41,028                 | 179,273 km/h             | 1:35,730                 | 189,195 km/h             | –     |
| DNQ  | Brian Henton       | Arrows-Ford     | 1:35,834                 | 188,989 km/h             | 1:35,748                 | 189,159 km/h             | –     |
| DNQ  | Derek Warwick      | Toleman-Hart    | 1:37,223                 | 186,289 km/h             | 1:36,014                 | 188,635 km/h             | –     |
| DNQ  | Riccardo Paletti   | Osella-Ford     | keine Zeit               | –                        | keine Zeit               | –                        | –     |

### Rennen
| Pos. | Fahrer             | Konstrukteur    | Runden | Stopps | Zeit        | Start | Schnellste Runde |
| ---- | ------------------ | --------------- | ------ | ------ | ----------- | ----- | ---------------- |
| 01   | Alain Prost        | Renault         | 63     | 0      | 1:44:33,134 | 01    | 1:37,016 (36.)   |
| 02   | John Watson        | McLaren-Ford    | 63     | 0      | + 2,990     | 12    | 1:37,451         |
| 03   | Nigel Mansell      | Lotus-Ford      | 63     | 0      | + 36,859    | 14    | 1:38,136         |
| 04   | Michele Alboreto   | Tyrrell-Ford    | 63     | 0      | + 50,761    | 13    | 1:38,027         |
| 05   | Manfred Winkelhock | ATS-Ford        | 62     | 0      | + 1 Runde   | 15    | 1:38,958         |
| 06   | Didier Pironi      | Ferrari         | 62     | 1      | DNF         | 08    | 1:37,120         |
| 07   | Slim Borgudd       | Tyrrell-Ford    | 61     | 0      | + 2 Runden  | 21    | 1:40,075         |
| 08   | Jochen Mass        | March-Ford      | 61     | 1      | + 2 Runden  | 22    | 1:40,090         |
| 09   | Jean-Pierre Jarier | Osella-Ford     | 60     | 0      | + 3 Runden  | 23    | 1:41,838         |
| 10   | Mauro Baldi        | Arrows-Ford     | 57     | 1      | + 6 Runden  | 19    | 1:41,313         |
| –    | Eliseo Salazar     | ATS-Ford        | 37     | 0      | DNF         | 18    | 1:39,733         |
| –    | Chico Serra        | Fittipaldi-Ford | 36     | 0      | DNF         | 25    | 1:42,030         |
| –    | Riccardo Patrese   | Brabham-Ford    | 34     | 0      | DNF         | 09    | 1:37,742         |
| –    | Gilles Villeneuve  | Ferrari         | 29     | 0      | DNF         | 02    | 1:38,514         |
| –    | René Arnoux        | Renault         | 21     | 0      | DNF         | 04    | 1:38,612         |
| –    | Carlos Reutemann   | Williams-Ford   | 21     | 0      | DNF         | 06    | 1:38,108         |
| –    | Niki Lauda         | McLaren-Ford    | 21     | 0      | DNF         | 05    | 1:37,364         |
| –    | Elio de Angelis    | Lotus-Ford      | 21     | 0      | DNF         | 11    | 1:38,046         |
| –    | Eddie Cheever      | Ligier-Matra    | 19     | 0      | DNF         | 26    | 1:40,889         |
| –    | Bruno Giacomelli   | Alfa Romeo      | 16     | 0      | DNF         | 16    | 1:37,726         |
| –    | Jacques Laffite    | Ligier-Matra    | 15     | 1      | DNF         | 24    | 1:40,521         |
| –    | Andrea de Cesaris  | Alfa Romeo      | 14     | 1      | DNF         | 10    | 1:38,472         |
| –    | Derek Daly         | Theodore-Ford   | 12     | 0      | DNF         | 20    | 1:42,383         |
| –    | Raul Boesel        | March-Ford      | 11     | 0      | DNF         | 17    | 1:42,360         |
| DSQ  | Nelson Piquet      | Brabham-Ford    | 63     | 0      | –           | 07    | (1:36,582)       |
| DSQ  | Keke Rosberg       | Williams-Ford   | 63     | 0      | –           | 03    | (1:36,984)       |

## WM-Stände nach dem Rennen
Die ersten sechs des Rennens bekamen 9, 6, 4, 3, 2 bzw. 1 Punkt(e). In der Fahrerwertung wurden die besten elf Resultate, in der Konstrukteurswertung alle Resultate gewertet.

### Fahrerwertung
| Pos. | Fahrer             | Konstrukteur  | Punkte |
| ---- | ------------------ | ------------- | ------ |
| 01   | Alain Prost        | Renault       | 18     |
| 02   | John Watson        | McLaren-Ford  | 7      |
| 03   | Carlos Reutemann   | Williams-Ford | 6      |
| 04   | René Arnoux        | Renault       | 4      |
| 05   | Nigel Mansell      | Lotus-Ford    | 4      |
| 06   | Michele Alboreto   | Tyrrell-Ford  | 3      |
| 07   | Niki Lauda         | McLaren-Ford  | 3      |
| 08   | Manfred Winkelhock | ATS-Ford      | 2      |
| 09   | Keke Rosberg       | Williams-Ford | 2      |
| 10   | Didier Pironi      | Ferrari       | 1      |
| 11   | Slim Borgudd       | Tyrrell-Ford  | 0      |
| 12   | Elio de Angelis    | Lotus-Ford    | 0      |
| 13   | Jochen Mass        | March-Ford    | 0      |
| 14   | Eliseo Salazar     | ATS-Ford      | 0      |

| Pos. | Fahrer             | Konstrukteur    | Punkte |
| ---- | ------------------ | --------------- | ------ |
| 15   | Jean-Pierre Jarier | Osella-Ford     | 0      |
| 16   | Mauro Baldi        | Arrows-Ford     | 0      |
| 17   | Bruno Giacomelli   | Alfa Romeo      | 0      |
| 18   | Andrea de Cesaris  | Alfa Romeo      | 0      |
| 19   | Derek Daly         | Theodore-Ford   | 0      |
| 20   | Raul Boesel        | March-Ford      | 0      |
| 21   | Chico Serra        | Fittipaldi-Ford | 0      |
| –    | Jacques Laffite    | Ligier-Matra    | 0      |
| –    | Derek Warwick      | Toleman-Hart    | 0      |
| –    | Riccardo Patrese   | Brabham-Ford    | 0      |
| –    | Eddie Cheever      | Ligier-Matra    | 0      |
| –    | Gilles Villeneuve  | Ferrari         | 0      |
| –    | Nelson Piquet      | Brabham-Ford    | 0      |

### Konstrukteurswertung
| Pos. | Konstrukteur  | Punkte |
| ---- | ------------- | ------ |
| 01   | Renault       | 24     |
| 02   | McLaren-Ford  | 10     |
| 03   | Williams-Ford | 8      |
| 04   | Lotus-Ford    | 4      |
| 05   | Tyrrell-Ford  | 3      |
| 06   | ATS-Ford      | 2      |
| 07   | Ferrari       | 1      |
| 08   | March-Ford    | 0      |

| Pos. | Konstrukteur    | Punkte |
| ---- | --------------- | ------ |
| 09   | Osella-Ford     | 0      |
| 10   | Arrows-Ford     | 0      |
| 11   | Alfa Romeo      | 0      |
| 12   | Theodore-Ford   | 0      |
| 13   | Fittipaldi-Ford | 0      |
| –    | Ligier-Matra    | 0      |
| –    | Toleman-Hart    | 0      |
| –    | Brabham-Ford    | 0      |